# Mesochorus paulus
Mesochorus paulus är en stekelart som beskrevs av Dasch 1971. Mesochorus paulus ingår i släktet Mesochorus och familjen brokparasitsteklar. Inga underarter finns listade i Catalogue of Life.